# Vouxey
Vouxey là một xã ở tỉnh Vosges, Pháp. Xã này có diện tích 23,28 ki-lô-mét vuông, dân số năm 1999 là 152 người. Xã này nằm ở khu vực có độ cao trung bình 340 m trên mực nước biển.
Xã này có cự ly 7 km về phía bắc của Châtenois, tách biệt với Removille qua sông Vair.

## Hành chính
| Danh sách các xã trưởng                |           |                    |      |                            |
| Giai đoạn                              | Giai đoạn | Tên                | Đảng | Tư cách                    |
| tháng 3 2008                           | 2014      | Pierre Vuidel      |      | Retraité de l'enseignement |
| 1971                                   | 2008      | Bernard Bonneville |      |                            |
| Tất cả các dữ liệu trước đây không rõ. |           |                    |      |                            |

## Biến động dân số
| 1962                                         | 1968 | 1975 | 1982 | 1990 | 1999 |
| -------------------------------------------- | ---- | ---- | ---- | ---- | ---- |
| 123                                          | 138  | 136  | 130  | 134  | 152  |
| Số liệu từ năm 1962: Dân số không tính trùng |      |      |      |      |      |